# John Murray, IV conte di Dunmore
John Murray, IV conte di Dunmore (Tymouth, 1730 – Ramsgate, 25 febbraio 1809), è stato un nobile e politico scozzese.

## Biografia
Egli era il figlio maggiore di William Murray, III conte di Dunmore, e di sua moglie, Catherine Murray, una nipote di John Murray, II conte di Dunmore. Nel 1745 lui e suo padre sostennero la sfortunata campagna di Carlo Edoardo Stuart, mentre suo zio sostenne il governo degli Hannover.
Dopo che l'esercito giacobita fu sconfitto a Culloden (1746), la famiglia Murray fu messa agli arresti domiciliari e il patriarca, William, venne imprigionato nella Torre. Nel 1750 William ricevette la grazia condizionale. Nel 1756, dopo la morte di suo zio e di suo padre, egli divenne il quarto conte di Dunmore.

## Carriera
Fu nominato governatore di New York (1770-1771). Poco dopo la sua nomina, nel 1770, fu governatore della Virginia. Nonostante i problemi con la Gran Bretagna, il suo predecessore, Lord Botetourt, era stato un popolare governatore in Virginia, anche se vi lavorò solo per due anni. Come governatore coloniale della Virginia, Dunmore diresse una serie di campagne contro gli indiani e fu conosciuto come signore della guerra di Dunmore. I Shawnee erano l'obiettivo principale di questi attacchi e il suo scopo era quello di rafforzare le espansioni della Virginia verso ovest, in particolare verso l'Ohio.
È noto per la Dunmore's Proclamation, nota anche come "Offerta di emancipazione di Lord Dunmore".
Dal 1787 al 1796 servì come governatore delle Bahamas. Fu un membro della Camera dei Lord (1761-1774 e 1776-1790).
Diede il proprio nome ad una guerra, la guerra di Lord Dunmore, un conflitto del 1774 combattuto tra la colonia della Virginia e i nativi Shawnee e Mingo.

## Matrimonio
Sposò, il 21 febbraio 1759, Lady Charlotte Stewart, figlia di Alexander Stewart, VI conte di Galloway, e di Lady Catherine Cochrane. Ebbero cinque figli maschi e tre femmine:
- Lady Catherine Murray (23 gennaio 1760 – 7 luglio 1783) sposò Hon. Edward Bouverie, figlio di William Bouverie, I conte di Radnor, non ebbero figli.
- Lady Augusta Murray (27 gennaio 1768 - 5 marzo 1830) nel 1793 sposò in segreto il principe Augusto Federico, duca di Sussex, figlio di re Giorgio III. In base al Royal Marriages Act del 1772, il matrimonio era nullo e i figli illegittimi — Sir Augustus d'Este e Augusta d'Este (poi baronessa Truro).
- George Murray, V conte di Dunmore (30 aprile 1762-11 novembre 1836).
- Hon. William Murray (22 agosto 1763 – 27 maggio 1773)
- Lt.-Col. Hon. Alexander Murray (12 ottobre 1764 - luglio 1842), sposò Deborah Hunt, figlia di Robert Hunt, governatore delle Bahamas, ebbero cinque figli.
- Hon. John Murray (25 febbraio 1766 - 14 dicembre 1824). Celibe.
- Lady Susan Murray (17 giugno 1767 - aprile 1826), sposò prima John Tharp, erede di una fortuna di zucchero in Giamaica. Si risposò poi con John Drew, figlio del banchiere di Chichester; e infine un pastore in Irlanda, il reverendo Archibald Edward Douglas. Ebbe figli da ciascuno, incluso John Tharp, che sposò Lady Hannah Charlotte Hay, figlia di George Hay, VII marchese di Tweeddale.
- Hon. Leveson Granville Keith Murray 16 dicembre 1770-4 gennaio 1835). Si sposò tre volte, la prima delle quali fu Wemyss Dalrymple, figlia di Sir William Dalrymple di Cousland, 3° Baronetto, e insieme ebbero una figlia, sposò poi Anne ed ebbero tre figli. La sua ultima moglie fu Louisa Mitty Abraham.

## Morte
Morì il 25 febbraio 1809 a Ramsgate, nel Kent.

## Ascendenza
|                                         |                                             |                                           | Genitori                                     |  |  | Nonni |  |  | Bisnonni                             |  |  | Trisnonni                          |  |
|                                         |                                             |                                           |                                              |  |  |       |  |  | 8. John Murray, I marchese di Atholl |  |  | 16. John Murray, I conte di Atholl |  |
|                                         |                                             |                                           |                                              |  |  |       |  |  | 8. John Murray, I marchese di Atholl |  |  | 16. John Murray, I conte di Atholl |  |
|                                         |                                             | 17. Jean Campbell                         |                                              |  |  |       |  |  | 8. John Murray, I marchese di Atholl |  |  |                                    |  |
| 4. Charles Murray, I conte di Dunmore   |                                             |                                           |                                              |  |  |       |  |  | 8. John Murray, I marchese di Atholl |  |  |                                    |  |
|                                         |                                             | 9. Amelia Sophia Ann Stanley              | 18. James Stanley, VII conte di Derby        |  |  |       |  |  |                                      |  |  |                                    |  |
|                                         |                                             | 9. Amelia Sophia Ann Stanley              | 18. James Stanley, VII conte di Derby        |  |  |       |  |  |                                      |  |  |                                    |  |
|                                         |                                             | 9. Amelia Sophia Ann Stanley              | 19. Charlotte de La Trémoille                |  |  |       |  |  |                                      |  |  |                                    |  |
| 2. William Murray, III conte di Dunmore |                                             | 9. Amelia Sophia Ann Stanley              |                                              |  |  |       |  |  |                                      |  |  |                                    |  |
|                                         |                                             | 10. Richard Watts                         | 20. Richard Watts                            |  |  |       |  |  |                                      |  |  |                                    |  |
|                                         |                                             | 10. Richard Watts                         | 20. Richard Watts                            |  |  |       |  |  |                                      |  |  |                                    |  |
|                                         |                                             | 10. Richard Watts                         | 21. Agnes Mackworth                          |  |  |       |  |  |                                      |  |  |                                    |  |
| 5. Catherine Watts                      |                                             | 10. Richard Watts                         |                                              |  |  |       |  |  |                                      |  |  |                                    |  |
|                                         |                                             | 11. Catherine Werden                      | 22. Robert Werden                            |  |  |       |  |  |                                      |  |  |                                    |  |
|                                         |                                             | 11. Catherine Werden                      | 22. Robert Werden                            |  |  |       |  |  |                                      |  |  |                                    |  |
|                                         |                                             | 11. Catherine Werden                      | 23. Jane Backham                             |  |  |       |  |  |                                      |  |  |                                    |  |
| 1. John Murray, IV conte di Dunmore     |                                             | 11. Catherine Werden                      |                                              |  |  |       |  |  |                                      |  |  |                                    |  |
|                                         | 12. John Murray, I marchese di Atholl (= 8) | 24. John Murray, I conte di Atholl (= 16) |                                              |  |  |       |  |  |                                      |  |  |                                    |  |
|                                         | 12. John Murray, I marchese di Atholl (= 8) | 24. John Murray, I conte di Atholl (= 16) |                                              |  |  |       |  |  |                                      |  |  |                                    |  |
|                                         | 12. John Murray, I marchese di Atholl (= 8) | 25. Jean Campbell (= 17)                  |                                              |  |  |       |  |  |                                      |  |  |                                    |  |
| 6. William Murray, II Lord Nairne       | 12. John Murray, I marchese di Atholl (= 8) |                                           |                                              |  |  |       |  |  |                                      |  |  |                                    |  |
|                                         |                                             | 13. Amelia Sophia Ann Stanley (= 9)       | 26. James Stanley, VII conte di Derby (= 18) |  |  |       |  |  |                                      |  |  |                                    |  |
|                                         |                                             | 13. Amelia Sophia Ann Stanley (= 9)       | 26. James Stanley, VII conte di Derby (= 18) |  |  |       |  |  |                                      |  |  |                                    |  |
|                                         |                                             | 13. Amelia Sophia Ann Stanley (= 9)       | 27. Charlotte de La Trémoille (= 19)         |  |  |       |  |  |                                      |  |  |                                    |  |
| 3. Catherine Murray                     |                                             | 13. Amelia Sophia Ann Stanley (= 9)       |                                              |  |  |       |  |  |                                      |  |  |                                    |  |
|                                         |                                             | 14. Robert Nairne, I Lord Nairne          | 28. Robert Nairne                            |  |  |       |  |  |                                      |  |  |                                    |  |
|                                         |                                             | 14. Robert Nairne, I Lord Nairne          | 28. Robert Nairne                            |  |  |       |  |  |                                      |  |  |                                    |  |
|                                         |                                             | 14. Robert Nairne, I Lord Nairne          | 29. Catherine Preston                        |  |  |       |  |  |                                      |  |  |                                    |  |
| 7. Margaret Nairne, II Lady Nairne      |                                             | 14. Robert Nairne, I Lord Nairne          |                                              |  |  |       |  |  |                                      |  |  |                                    |  |
|                                         |                                             | 15. Margaret Graham                       | 30. Patrick Graham                           |  |  |       |  |  |                                      |  |  |                                    |  |
|                                         |                                             | 15. Margaret Graham                       | 30. Patrick Graham                           |  |  |       |  |  |                                      |  |  |                                    |  |
|                                         |                                             | 15. Margaret Graham                       | 31. Jean Drummond                            |  |  |       |  |  |                                      |  |  |                                    |  |
|                                         |                                             | 15. Margaret Graham                       |                                              |  |  |       |  |  |                                      |  |  |                                    |  |